# Dawn Steel
Dawn Leslie Steel (19 tháng 8 năm 1946 - 20 tháng 12 năm 1997) là một nhà điều hành và sản xuất phim người Mỹ. Cô là một trong những người phụ nữ đầu tiên điều hành một hãng phim lớn của Hollywood, vươn lên qua đội ngũ thương mại và sản xuất để đứng đầu Columbia Pictures.

## Cuộc sống ban đầu
Steel được sinh ra trong một gia đình Người Mỹ gốc Do Thái tại khu vực Bronx, New York cùng với Nathan "Nat" Steel (nhũ Spielberg), một nhân viên bán dây kéo cho quân đội và người nâng tạ bán chuyên nghiệp được gọi là "Người đàn ông thép" và Lillian Steel (nhũ danh Tarlow), một nữ doanh nhân.
Mẹ của Dawn là bà Lillian Tarlo Steel đã chết vì ung thư phổi ở tuổi 55. Cô là con gái của Nathan và Rebecca Tarlo, là người nhập cư Ba Lan. Cô có hai anh em tên là Abraham và Paul. Tên của họ được đánh vần là T-A-R-L-O-W khi Abraham gia nhập quân đội Hoa Kỳ trong Thế chiến I. Các con của Paul và Abraham cư trú ở NYC và Georgia, trong khi con của Lillian sống ở California.
Dawn lớn lên ở Manhattan và Great Neck, New York, theo cuốn tự truyện của cô. Cô có một anh trai tên là Larry Steel.
Cả cha mẹ cô đều là người gốc Nga-Do Thái. Khi cô 9 tuổi, cha của Steel bị suy nhược thần kinh, vì vậy mẹ cô là chỗ dựa duy nhất của gia đình.
Steel đã theo học trường Quản trị kinh doanh tại Đại học Boston từ năm 1964 đến năm 1965, nhưng đã bỏ học vì vấn đề tài chính. Cô theo học Đại học New York từ 1966 đến 1967, học ngành marketing, nhưng không tốt nghiệp.

## Sự nghiệp
Năm 1968, Steel làm việc như một bình luận viên thể thao cho Giải bóng chày Major League và NFL ở New York.
Năm 1968, sau khi bắt đầu làm thư ký, Steel trở thành giám đốc bán hàng cho Penthouse.
Năm 1975, cô thành lập một công ty bán hàng chuyên sản xuất các mặt hàng mới lạ được thiết kế như giấy vệ sinh logo với tên Oh Dawn! Inc. Một trong những sản phẩm cô tạo ra là giấy vệ sinh được tô điểm bằng logo Gucci. Trong vài tháng, gia đình Gucci đã kiện Steel vì vi phạm thương hiệu. Steel thuê luật sư Sid Davidoff, cựu trợ lý hàng đầu của Thị trưởng John Lindsay. Vụ án được đưa tin là "Bỡn cợt giấy vệ sinh" và là chủ đề của một bộ phim hoạt hình. Vụ án cuối cùng đã được giải quyết bên ngoài tòa án.
Năm 1978, Steel chuyển đến Los Angeles, làm cố vấn bán hàng cho Playboy.

### Paramount Pictures
Năm 1978, Steel bán quyền lợi của cô cho Oh Dawn! là công ty kinh doanh buôn bán với người chồng cũ và yêu cầu Davidoff thực hiện cuộc gọi tới Hollywood. Davidoff đã giới thiệu về Richard Weston, người điều hành đơn vị bán hàng của Paramount Pictures. Năm 1978, Steel tham gia Paramount Pictures với vai trò Giám đốc Bán hàng và Cấp phép, nơi cô lên kế hoạch tiếp thị cho Star Trek: The Motion Picture. Cô được thăng chức phó chủ tịch, và sau đó là phó chủ tịch sản xuất năm 1980, phó chủ tịch sản xuất cao cấp năm 1983. Cô là người bảo trợ của Barry Diller, người lúc đó đang là CEO của Paramount.
Sau khi trở thành chủ tịch sản xuất tại Paramount năm 1985, Steel chịu trách nhiệm sản xuất Flashdance, (1983) bộ phim thành công đầu tiên của cô. Cô cũng giám sát Top Gun (1986), Fatal Attraction (1987), và The Accused (1988), cùng với những người khác. Steel là người phụ nữ thứ hai đứng đầu một bộ phận sản xuất phim lớn (người đầu tiên là Sherry Lansing tại Twentieth-Century Fox và người thứ ba là Nina Jacobson tại Buena Vista).

### Columbia Pictures
Steel trở thành chủ tịch của Columbia Pictures năm 1987. Cô là người phụ nữ đầu tiên đứng đầu studio. Trong thời gian lãnh đạo của cô, hãng phim phát hành When Harry Met Sally... được phát triển và sản xuất độc lập bởi các sản phẩm của Castle Rock. Thời gian lãnh đạo hai năm ngắn ngủi của Steel được đánh dấu bằng sự hỗn loạn và mất mát liên tục, tiếp tục một chuỗi tin xấu bắt đầu dưới thời David Puttnam trước cuộc hẹn của cô. Cô đã được yêu cầu rời khỏi trường quay vào năm 1989 và ngay sau đó Coca-Cola cũng đã rời khỏi trường quay đồng thời rời khỏi ngành kinh doanh điện ảnh; Columbia sau đó được bán cho Tập đoàn Sony của Nhật Bản. Cô đã từ chức từ vị trí này vào ngày 8 tháng 1 năm 1990.

### Sản xuất độc lập

#### Steel Pictures
Năm 1990, Steel dựng nên Steel Pictures trong một thỏa thuận sản xuất tại Công ty Walt Disney. Cô rời Disney năm 1993 sau khi thực hiện hai bộ phim, Cool Runnings năm 1993, một bộ phim hài về đội bóng nhí của Jamaica và Sister Act 2: Back in the Habit. Cool Runnings là bộ phim Disney đầu tiên của cô với tư cách nhà sản xuất.

#### Atlas Entertainment
Năm 1994, Steel thành lập Atlas Entertainment cùng với chồng Charles Roven và Bob Cavallo. Họ đã có một hợp đồng đầu tiên ba năm với Turner Pictures. Hai bộ phim cuối cùng của cô là Fallen và City of Angels.

### Hồi ký
Năm 1993, cô đã viết một cuốn hồi ký, They Can Kill You But They Can't Eat You, trong đó mô tả lại thời gian cô ở Columbia. Trong cuốn sách Steel mô tả việc tìm hiểu - sau khi sinh con gái - rằng cô bị sa thải với tư cách là Chủ tịch Sản xuất tại Paramount.

## Di sản
Trong cáo phó của cô cho The New York Times, Nora Ephron nói:
 Dawn chắc chắn không phải là người phụ nữ đầu tiên trở nên quyền lực ở Hollywood, nhưng cô là người phụ nữ đầu tiên hiểu rằng một phần trách nhiệm của mình là đảm bảo rằng cuối cùng sẽ có nhiều phụ nữ mạnh mẽ khác. Cô thuê phụ nữ làm giám đốc điều hành, phụ nữ làm nhà sản xuất và đạo diễn, phụ nữ làm nhân viên tiếp thị. Tình hình chúng ta có ngày hôm nay, với một số lượng lớn phụ nữ ở các vị trí quyền lực, phần lớn là do Dawn Steel.

## Giải thưởng
Năm 1989, Steel được trao Giải thưởng Pha lê Women in Film dành cho những người phụ nữ xuất sắc, nhờ sức chịu đựng và sự xuất sắc trong công việc, đã giúp mở rộng vai trò của phụ nữ trong ngành giải trí.

## Cuộc sống cá nhân
Cha của Steel đã thay đổi họ của cả gia đình từ "Spielberg" trước khi cô sinh ra. Cái tên Steel được chọn để phản ánh sự nghiệp cử tạ của cha cô.
Năm 1975, Steel kết hôn với Ronnie Rothstein, một đối tác kinh doanh trước đây ở Oh Dawn, một công ty bán hàng. Cô từng hẹn hò với nam diễn viên trẻ Richard Gere vào năm 1975 và đạo diễn Martin Scorsese (sau khi anh ly hôn với Isabella Rossellini) năm 1983.
Năm 1985, cô kết hôn với nhà sản xuất phim Charles Roven sau đó họ có một cô con gái, Rebecca Steel Roven, vào năm 1987.

### Cái chết
Vào tháng 4 năm 1996, ở tuổi 49, Steel được chẩn đoán mắc bệnh ung thư não và cuối cùng qua đời vào ngày 20 tháng 12 năm 1997, sau thời gian chống chọi căn bệnh kéo dài 20 tháng. Bộ phim City of Angels là hồi ức của cô.

## Quay phim
Tất cả các bộ phim, cô là nhà sản xuất trừ khi có ghi chú khác.

### Phim
| Năm  | Phim                            | Ghi chú                                    |
| ---- | ------------------------------- | ------------------------------------------ |
| 1992 | Honey, I Blew Up the Kid        |                                            |
| 1993 | Cool Runnings                   |                                            |
| 1993 | Sister Act 2: Back in the Habit |                                            |
| 1995 | Angus                           | Bộ phim cuối cùng với tư cách nhà sản xuất |
| 1998 | Fallen                          | Tín dụng truy tặng                         |
| 1998 | City of Angels                  | Tín dụng truy tặng                         |

### Truyền hình
| Năm  | Tiêu đề                       | Ghi chú                                    |
| ---- | ----------------------------- | ------------------------------------------ |
| 1993 | For Our Children: The Concert | Truyền hình đặc biệtNhà sản xuất điều hành |

## Tác phẩm và ấn bản
- Steel, Dawn. They Can Kill You but They Can't Eat You: Lessons from the Front. New York: Pocket Books, 1993. ISBN 978-0-671-73833-4 OCLC 31007903
- Steel, Dawn. They Can Kill You but They Can't Eat You. New York: Simon & Schuster AudioWorks, 1993. Audio book read by the author (cassette format). ISBN 978-0-671-86555-9. OCLC 28867741